# Extinção humana

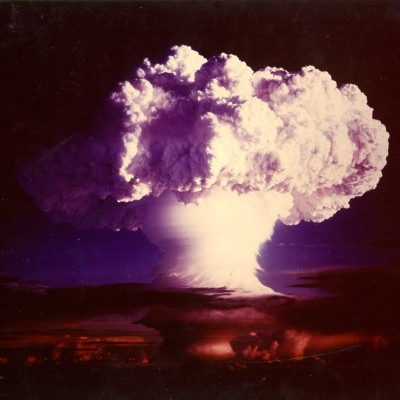
A guerra nuclear é uma causa frequentemente prevista da extinção da humanidade

Extinção humana ou extinção da humanidade, também conhecida como onicídio, é o fim hipotético da espécie humana devido a causas naturais, como declínio populacional devido à baixa fertilidade, impacto de asteroides ou vulcanismo em larga escala, ou causas antropogênicas (humanas). Para este último, alguns dos muitos possíveis contribuintes incluem mudanças climáticas, aniquilação nuclear global, guerra biológica e colapso ecológico. Outros cenários se concentram em tecnologias emergentes, como inteligência artificial avançada, biotecnologia ou nanobots auto-replicantes. O consenso dos cientistas é que há um risco relativamente baixo de extinção humana a curto prazo devido a causas naturais. A probabilidade de extinção humana por meio de suas próprias atividades, no entanto, é uma área atual de pesquisa e debate.

## História do pensamento

### História inicial do pensamento sobre a extinção humana
Antes dos séculos XVIII e XIX, a possibilidade de que humanos ou outros organismos pudessem ser extintos era vista com ceticismo. Contradizia o princípio da plenitude, uma doutrina de que todas as coisas possíveis existem. O princípio remonta a Aristóteles e foi um importante princípio da teologia cristã. Filósofos ocidentais antigos, como Platão, Aristóteles e Lucrécio, escreveram sobre o fim da humanidade apenas como parte de um ciclo de renovação. Filósofos posteriores como Al-Ghazali, Guilherme de Ockham e Gerolamo Cardano expandiram o estudo da lógica e da probabilidade e começaram a discutir mundos abstratos possíveis, incluindo um mundo sem humanos. A noção de que as espécies podem ser extintas ganhou aceitação científica durante o Iluminismo nos séculos XVII e XVIII e, em 1800, Georges Cuvier havia identificado 23 espécies pré-históricas extintas. A doutrina foi gradualmente minada por evidências das ciências naturais, particularmente a descoberta de evidências fósseis de espécies que pareciam não existir mais e o desenvolvimento de teorias da evolução. Em A Origem das Espécies, Darwin discutiu a extinção das espécies como um processo natural e componente central da seleção natural. Notavelmente, Darwin era cético quanto à possibilidade de extinções repentinas, vendo isso como um processo gradual. Ele sustentou que os desaparecimentos abruptos de espécies do registro fóssil não eram evidência de extinções catastróficas, mas sim uma função de lacunas não reconhecidas no registro.
À medida que a possibilidade de extinção se tornou mais amplamente estabelecida nas ciências, o mesmo aconteceu com a perspectiva de extinção humana. No século XIX, a extinção humana tornou-se um tópico popular na ciência (por exemplo, An Essay on the Principle of Population, de Thomas Robert Malthus) e na ficção (por exemplo, The Last Man, de Mary Shelley). Em 1863, alguns anos depois de Charles Darwin publicar A Origem das Espécies, o geologista William King propôs que os neandertais eram uma espécie extinta do gênero Homo. Os autores e poetas românticos estavam particularmente interessados no tema. Lord Byron escreveu sobre a extinção da vida na Terra em seu poema de 1816 "Darkness" e, em 1824, previu que a humanidade seria ameaçada pelo impacto de um cometa e empregaria um sistema de mísseis para se defender. O romance de 1826 de Mary Shelley, The Last Man, se passa em um mundo onde a humanidade foi quase destruída por uma misteriosa praga. Na virada do século XX, o cosmismo russo, precursor do transumanismo moderno, defendia evitar a extinção da humanidade colonizando o espaço.

### Era atômica

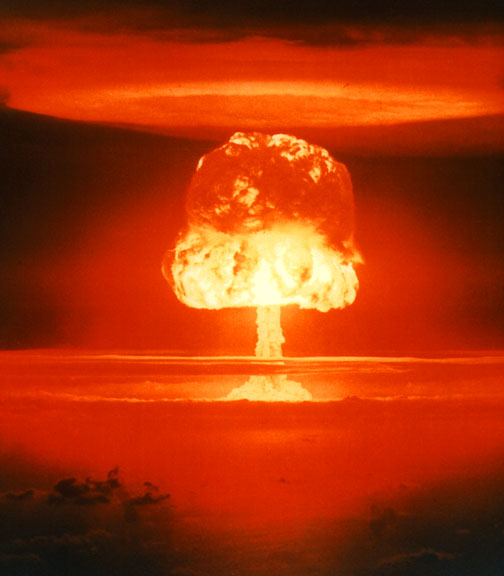
Teste nuclear do Castelo Romeo no Atol de Bikini

A invenção da bomba atômica provocou uma onda de discussão sobre o risco de extinção humana entre cientistas, intelectuais e o público em geral. Em um ensaio de 1945, Bertrand Russell escreveu que "a perspectiva para a raça humana é sombria além de todos os precedentes. A humanidade se depara com uma alternativa clara: ou todos pereceremos, ou teremos que adquirir um leve grau de bom senso." Em 1950, Leo Szilard sugeriu que era tecnologicamente viável construir uma bomba de cobalto que poderia tornar o planeta inabitável. Uma pesquisa da Gallup de 1950 descobriu que 19% dos estadunidenses acreditavam que outra guerra mundial significaria "um fim para a humanidade". Silent Spring, de Rachel Carson, de 1962, aumentou a conscientização sobre uma catástrofe ambiental. Em 1983, Brandon Carter propôs o argumento do Juízo Final, que usava a probabilidade bayesiana para prever o número total de humanos que existiriam.
A descoberta do "inverno nuclear" no início da década de 1980, um mecanismo específico pelo qual a guerra nuclear poderia resultar na extinção humana, novamente trouxe a questão à proeminência. Escrevendo sobre essas descobertas em 1983, Carl Sagan argumentou que medir a gravidade da extinção apenas em termos daqueles que morrem "esconde seu impacto total" e que a guerra nuclear "põe em perigo todos os nossos descendentes, enquanto houver humanos."

### Era moderna
O livro de 1996 de John Leslie, The End of The World, foi uma perspectiva acadêmica da ciência e ética da extinção humana. Nele, Leslie considerou uma série de ameaças à humanidade e o que elas têm em comum. Em 2003, o astrônomo britânico real Sir Martin Rees publicou Our Final Hour, no qual argumenta que os avanços em certas tecnologias criam novas ameaças para a sobrevivência da humanidade e que o século XXI pode ser um momento crítico na história quando o destino da humanidade é decidido. Editado por Nick Bostrom e Milan M. Ćirković, Global Catastrophic Risks foi publicado em 2008, uma coleção de ensaios de 26 acadêmicos sobre vários riscos globais catastróficos e existenciais. O livro de 2020 de Toby Ord, The Precipice: Existential Risk and the Future of Humanity, argumenta que prevenir riscos existenciais é uma das questões morais mais importantes do nosso tempo. O livro discute, quantifica e compara diferentes riscos existenciais, concluindo que os maiores riscos são apresentados por inteligência artificial e biotecnologia desalinhadas.

## Causas
As causas antropogênicas potenciais da extinção humana incluem a guerra termonuclear global, a implantação de uma arma biológica altamente eficaz, um colapso ecológico, uma inteligência artificial e/ou uma nanotecnologia descontroladas (como um cenário de gosma cinza), um acidente científico envolvendo um miniburaco negro, a superpopulação e o aumento do consumismo, o declínio populacional pela escolha de ter menos filhos, o deslocamento de humanos naturalmente evoluídos por uma nova espécie produzida por engenharia genética ou aumento tecnológico. Os riscos de extinção natural e externa incluem pandemia de alta taxa de mortalidade, erupção supervulcânica, impacto de asteroide, supernova próxima ou explosões de raios gama, erupção solar extrema ou invasão alienígena.
Sem a intervenção de forças inesperadas, espera-se que a evolução estelar do Sol torne a Terra inabitável e depois a destrua. Dependendo de seu destino final, todo o universo pode eventualmente se tornar inabitável.

## Probabilidade

### Natural vs. antropogênico
Os especialistas geralmente concordam que os riscos existenciais antropogênicos são (muito) mais prováveis do que os riscos naturais. Uma diferença fundamental entre esses tipos de risco é que a evidência empírica pode estabelecer um limite superior no nível de risco natural. A humanidade existe há pelo menos 200 mil anos, durante os quais esteve sujeita a um nível quase constante de risco natural. Se o risco natural fosse alto, seria altamente improvável que a humanidade tivesse sobrevivido por tanto tempo. Com base na formalização desse argumento, os pesquisadores concluíram que podemos ter certeza de que o risco natural é inferior a 1 em 14 mil (e provavelmente "menos de um em 87 mil") por ano.
Outro método empírico para estudar a probabilidade de certos riscos naturais é investigar o registro geológico.  Por exemplo, um evento de impacto de cometa ou asteroide em escala suficiente para causar um inverno de impacto que causaria a extinção humana antes do ano 2100 foi estimado em um em um milhão. Além disso, grandes erupções de supervulcões podem causar um inverno vulcânico que pode colocar em risco a sobrevivência da humanidade. O registro geológico sugere que as erupções supervulcânicas ocorrem em média uma vez a cada 50 mil anos, embora a maioria dessas erupções não atinja a escala necessária para causar a extinção humana. Notoriamente, o supervulcão Toba pode ter quase exterminado a humanidade na época de sua última erupção (embora isso seja controverso).
Como o risco antropogênico é um fenômeno relativamente recente, o histórico de sobrevivência da humanidade não pode fornecer garantias semelhantes. A humanidade sobreviveu apenas 75 anos desde a criação das armas nucleares e, para tecnologias futuras, não há nenhum histórico. Isso levou pensadores como Carl Sagan a concluir que a humanidade está atualmente em um "tempo de perigos" - um período excepcionalmente perigoso na história humana, onde está sujeito a níveis de risco sem precedentes, desde quando os humanos começaram a representar riscos a si mesmos por meio de suas ações.

### Estimativas de risco
Dadas as limitações da observação e modelagem comuns, a elicitação de especialistas é frequentemente usada para obter estimativas de probabilidade. Em 2008, uma pesquisa informal de especialistas em uma conferência organizada pelo Future of Humanity Institute estimou um risco de 19% de extinção humana até o ano 2100, mas, dadas as limitações da pesquisa, esses resultados devem ser considerados "com um grão de sal".

| Risco                                      | Probabilidade estimada para a extinção humana antes de 2100 |
| ------------------------------------------ | ----------------------------------------------------------- |
| Probabilidade geral                        | 19%                                                         |
| Armas de nanotecnologia molecular          | 5%                                                          |
| Inteligência artificial superinteligente   | 5%                                                          |
| Todas as guerras (incluindo guerras civis) | 4%                                                          |
| Guerra biológica                           | 2%                                                          |
| Guerra nuclear                             | 1%                                                          |
| Acidente de nanotecnologia                 | 0,5%                                                        |
| Pandemia                                   | 0,05%                                                       |
| Terrorismo nuclear                         | 0,03%                                                       |
Fonte: Future of Humanity Institute, 2008.
Houve uma série de outras estimativas de risco existencial, risco de extinção ou um colapso global da civilização:
- A humanidade tem uma probabilidade de 95% de ser extinta em 7,8 milhões de anos, de acordo com a formulação de J. Richard Gott do controverso argumento do Juízo Final, que argumenta que provavelmente já vivemos metade da duração da história humana.[23]
- Em 1996, John Leslie estimou um risco de 30% nos próximos cinco séculos (equivalente a cerca de 9% por século, em média).[24]
- Em 2003, Martin Rees estimou uma chance de 50% de colapso da civilização no século XXI.[25]
- O relatório anual de 2016 da Global Challenges Foundation estima uma probabilidade anual de extinção humana de pelo menos 0,05% ao ano.[26]
- Uma pesquisa de 2016 com especialistas em IA encontrou uma estimativa média de 5% de que a IA em nível humano causaria um resultado "extremamente ruim (por exemplo, extinção humana)".[27]
- Em 2020, Toby Ord estima o risco existencial no próximo século em "1 em 6" em seu livro The Precipice: Existential Risk and the Future of Humanity.[28]
- Os usuários do Metaculus atualmente estimam uma probabilidade de 3% da humanidade ser extinta antes de 2100.[29]
- Em uma entrevista de 2010 ao The Australian, o cientista australiano Frank Fenner previu a extinção da raça humana dentro de um século, principalmente como resultado da superpopulação humana, degradação ambiental e mudanças climáticas.[30]
- De acordo com um estudo de 2020 publicado na Scientific Reports, se o desmatamento e o consumo de recursos continuarem nas taxas atuais, eles podem culminar em um “colapso catastrófico da população humana” e possivelmente em “um colapso irreversível de nossa civilização” nos próximos 20 a 40 anos. De acordo com o cenário mais otimista fornecido pelo estudo, as chances de sobrevivência da civilização humana são menores que 10%. Para evitar esse colapso, diz o estudo, a humanidade deve passar de uma civilização dominada pela economia para uma "sociedade cultural" que "privilegie o interesse do ecossistema acima do interesse individual de seus componentes, mas eventualmente de acordo com o interesse geral da comunidade".[31][32]
- Nick Bostrom, um filósofo da Universidade de Oxford conhecido por seu trabalho sobre risco existencial, argumenta que seria "errado"[33] supor que a probabilidade de extinção a curto prazo é inferior a 25% e que será "uma tarefa difícil" para a raça humana "ter nossas precauções suficientemente corretas na primeira vez", dado que um risco existencial não oferece oportunidade de aprender com o fracasso.[3][16]
- O filósofo John Leslie atribui uma chance de 70% da humanidade sobreviver nos próximos cinco séculos, com base em parte no controverso argumento filosófico do dia do juízo final que Leslie defende. O argumento de Leslie é um tanto frequentista, baseado na observação de que a extinção humana nunca foi observada, mas requer argumentos antrópicos subjetivos.[34] Leslie também discute o viés de sobrevivência antrópica (que ele chama de efeito de "seleção observacional" na página 139) e afirma que a certeza a priori de observar um "passado não desastroso" pode tornar difícil argumentar que devemos estar seguros porque nada terrível aconteceu ainda. Ele cita a formulação de Holger Bech Nielsen: "Nós nem sabemos se deve existir algum decaimento extremamente perigoso de digamos o próton que causou a erradicação da Terra, porque se isso acontecer não estaríamos mais lá para observá-lo e se isso não acontece, não há nada para observar."[35]

### Riscos individuais vs. espécies
Embora os riscos existenciais sejam menos gerenciáveis pelos indivíduos do que – por exemplo – riscos à saúde, de acordo com Ken Olum, Joshua Knobe e Alexander Vilenkin, a possibilidade de extinção humana tem implicações práticas. Por exemplo, se o argumento do Juízo Final "universal" for aceito, ele altera a fonte mais provável de desastres e, portanto, o meio mais eficiente de preveni-los. Eles escrevem: "... você deveria estar mais preocupado com o fato de um grande número de asteróides ainda não ter sido detectado do que com a órbita específica de cada um. Você não deve se preocupar especialmente com a chance de que alguma estrela próxima específica se torne uma supernova, mas mais com a chance de que as supernovas sejam mais mortais para a vida próxima do que acreditamos."

### Dificuldade
Alguns estudiosos argumentam que certos cenários, como a guerra termonuclear global, teriam dificuldade em erradicar todos os últimos assentamentos na Terra. O físico Willard Wells aponta que qualquer cenário crível de extinção teria que atingir um conjunto diversificado de áreas, incluindo os metrôs subterrâneos das principais cidades, as montanhas do Tibete, as ilhas mais remotas do Pacífico Sul e até a Estação McMurdo na Antártida. que tem planos de contingência e suprimentos para longo isolamento. Além disso, existem bunkers elaborados para os líderes do governo ocuparem durante uma guerra nuclear. A existência de submarinos nucleares, que podem permanecer a centenas de metros de profundidade no oceano por anos, também deve ser considerada. Qualquer número de eventos pode levar a uma perda maciça de vidas humanas, mas se os últimos humanos mais resilientes provavelmente também morrerão, então esse cenário de extinção humana em particular pode não parecer crível.

### Inevitabilidade
A longo prazo, a extinção humana pode ser inevitável, dependendo da estrutura em grande escala do universo, que não é completamente compreendida. Por exemplo, é improvável que a humanidade sobreviva à morte por calor do universo ou ao Big Crunch, a menos que novas descobertas na física os excluam como o destino final do universo ou iluminem alguma maneira de evitá-los.

## Ética

### Valor da vida humana

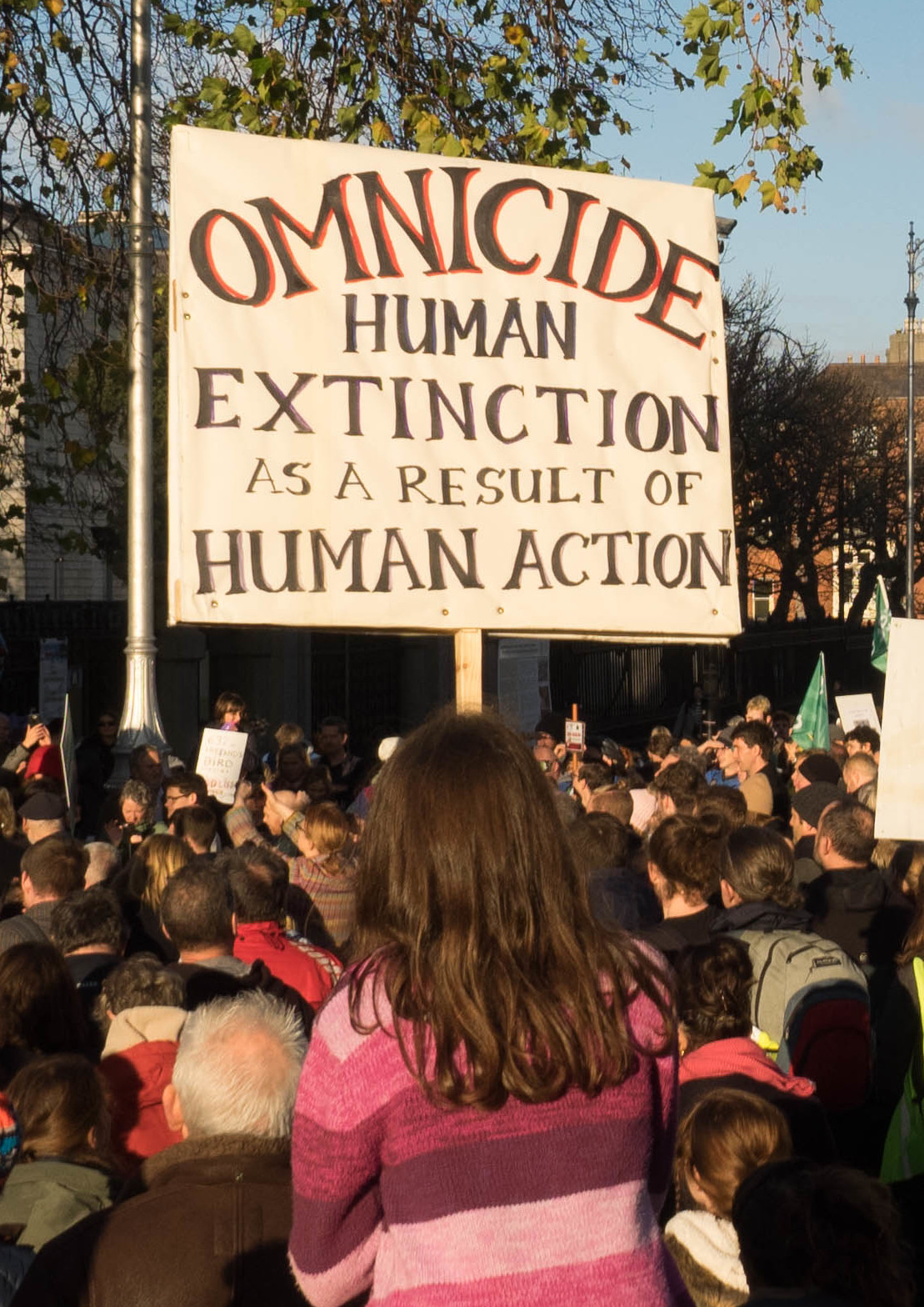
Cartaz contra o onicídio, em Extinction Rebellion (2018).

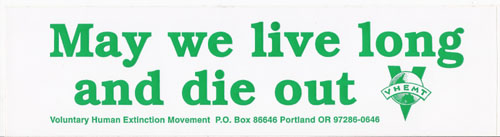
Movimento Voluntário de Extinção Humana

"Riscos existenciais" são riscos que ameaçam todo o futuro da humanidade, seja causando a extinção humana ou prejudicando permanentemente o progresso humano. Vários estudiosos argumentaram com base no tamanho da "dotação cósmica" que, devido ao número inconcebivelmente grande de potenciais vidas futuras que estão em jogo, mesmo pequenas reduções de risco existencial têm grande valor.
Em uma das primeiras discussões sobre ética da extinção humana, Derek Parfit oferece o seguinte experimento mental:

Acredito que se destruirmos a humanidade, como podemos agora, esse resultado será muito pior do que a maioria das pessoas pensa. Compare três resultados:

(1) Paz.

(2) Uma guerra nuclear que mata 99% da população mundial existente.
(3) Uma guerra nuclear que mata 100%.

(2) seria pior que (1) e (3) seria pior que (2). Qual é a maior dessas duas diferenças? A maioria das pessoas acredita que a maior diferença está entre (1) e (2). Acredito que a diferença entre (2) e (3) seja muito maior.
— Derek Parfit

A escala do que é perdido em uma catástrofe existencial é determinada pelo potencial de longo prazo da humanidade – o que a humanidade poderia esperar alcançar se sobrevivesse.  De uma perspectiva utilitarista, o valor de proteger a humanidade é o produto de sua duração (quanto tempo a humanidade sobrevive), seu tamanho (quantos humanos existem ao longo do tempo) e sua qualidade (em média, quão boa é a vida para as pessoas futuras).:273 Em média, as espécies sobrevivem por cerca de um milhão de anos antes de serem extintas. Parfit aponta que a Terra permanecerá habitável por cerca de um bilhão de anos. E esses podem ser os limites mais baixos do nosso potencial: se a humanidade for capaz de se expandir além da Terra, poderá aumentar muito a população humana e sobreviver por trilhões de anos.:21 O tamanho do potencial que seria perdido caso a humanidade fosse extinta, é muito grande. Portanto, reduzir o risco existencial, mesmo que pequeno, teria um valor moral muito significativo.
Carl Sagan escreveu em 1983: "Se formos obrigados a calibrar a extinção em termos numéricos, eu certamente incluirei o número de pessoas nas gerações futuras que não nasceriam. ... (Por um cálculo), as apostas são um milhão de vezes maiores para a extinção do que para as guerras nucleares mais modestas que matam "apenas" centenas de milhões de pessoas. Existem muitas outras medidas possíveis da perda potencial — incluindo cultura e ciência, a história evolutiva do planeta e o significado da vida de todos os nossos ancestrais que contribuíram para o futuro de seus descendentes. A extinção é a ruína do empreendimento humano."
O filósofo Robert Adams, em 1989, rejeita as visões "impessoais" de Parfit, mas fala em vez de um imperativo moral de lealdade e compromisso com "o futuro da humanidade como um vasto projeto. . . A aspiração por uma sociedade melhor — mais justa, mais recompensadora e mais pacífica... nosso interesse pela vida de nossos filhos e netos e a esperança de que eles possam, por sua vez, ter a vida de seus filhos e netos como projetos."
O filósofo Nick Bostrom argumenta em 2013 que argumentos satisfacionistas, democráticos, de custódia e intuicionistas convergem para a visão de senso comum de que prevenir o risco existencial é uma alta prioridade moral, mesmo que o "grau de maldade" exato da extinção humana varie entre essas filosofias.
Parfit argumenta que o tamanho da "dotação cósmica" pode ser calculado a partir do seguinte argumento: se a Terra permanecer habitável por mais um bilhão de anos e puder sustentar de forma uma população de mais de um bilhão de humanos, então há um potencial para 1016 (ou 10.000.000.000.000.000) vidas humanas de duração normal. Bostrom vai mais longe, afirmando que se o universo está vazio, então o universo acessível pode suportar pelo menos 1034 anos de vida humana biológica; e, se alguns humanos fossem carregados em computadores, poderiam até suportar o equivalente a 1054 anos de vida humana cibernética.
Alguns economistas e filósofos defenderam pontos de vista, incluindo descontos exponenciais e visões de ética populacional que afetam as pessoas, sobre as quais as pessoas futuras não importam (ou importam muito menos), moralmente falando. Embora essas visões sejam controversas, até eles concordariam que uma catástrofe existencial estaria entre as piores coisas imagináveis. Abreviaria a vida dos oito bilhões de pessoas atualmente existentes, destruindo tudo o que torna suas vidas valiosas e, provavelmente, submetendo muitas delas a um profundo sofrimento. Assim, mesmo deixando de lado o valor das gerações futuras, pode haver fortes razões para reduzir o risco existencial, fundamentado na preocupação com as pessoas existentes.
Além do utilitarismo, outras perspectivas morais dão suporte à importância de reduzir o risco existencial. Uma catástrofe existencial destruiria mais do que apenas a humanidade — destruiria todos os artefatos culturais, idiomas e tradições, além de muitas das coisas que valorizamos. Portanto, pontos de vista morais sobre os quais temos deveres de proteger e valorizar coisas de valor veriam isso como uma enorme perda que deve ser evitada.  Pode-se também considerar razões fundamentadas em deveres para com as gerações passadas. Por exemplo, Edmund Burke escreve sobre uma "parceria ... entre os que estão vivos, os que estão mortos e os que vão nascer". Se levarmos a sério a dívida que a humanidade tem para com as gerações passadas, Ord argumenta que a melhor maneira de pagá-la pode ser "pagar adiante" e garantir que a herança da humanidade seja passada para as gerações futuras.:49–51
Há vários economistas que discutiram a importância dos riscos catastróficos globais. Por exemplo, Martin Weitzman argumenta que a maior parte dos danos econômicos esperados da mudança climática pode vir da pequena chance de que o aquecimento exceda em muito as expectativas de médio alcance, resultando em danos catastróficos. Richard Posner argumentou que a humanidade está fazendo muito pouco, em geral, sobre riscos pequenos e difíceis de estimar de catástrofes em grande escala.

### Extinção voluntária
Alguns filósofos adotam a posição antinatalista de que a extinção humana não seria uma coisa ruim, mas uma coisa boa. David Benatar argumenta que vir a existir é sempre um dano sério e, portanto, é melhor que as pessoas não venham a existir no futuro. Além disso, David Benatar, o ativista dos direitos dos animais Steven Best e o anarquista Todd May, postulam que a extinção humana seria algo positivo para os outros organismos do planeta e para o próprio planeta, citando, por exemplo, a natureza omnicida da civilização humana. A visão ambiental a favor da extinção humana é compartilhada pelos membros do Movimento Voluntário de Extinção Humana que pedem que se evite a reprodução e permita que a espécie humana se extinga pacificamente.

## Na ficção
Le dernier homme (O Último Homem), de Jean-Baptiste Primo de Grainville, de 1805, que retrata a extinção humana devido à infertilidade, é considerado o primeiro romance apocalíptico moderno e creditado com o lançamento do gênero. Outros trabalhos iniciais notáveis incluem The Last Man, de Mary Shelley, de 1826, retratando a extinção humana causada por uma pandemia, e Star Maker, de Olaf Stapledon, de 1937, "um estudo comparativo do omnicídio".
Alguns trabalhos de ciência popular do século XXI, como The World Without Us, de Alan Weisman, e o especial de TV Life After People, representam um experimento mental: o que aconteceria com o resto do planeta se os humanos desaparecessem de repente? Uma ameaça de extinção humana, como por meio de uma singularidade tecnológica (também chamada de explosão de inteligência), impulsiona o enredo de inúmeras histórias de ficção científica; um exemplo inicial influente é a adaptação cinematográfica de 1951 de When Worlds Collide. Normalmente a ameaça de extinção é evitada por pouco, mas existem algumas exceções, como R.U.R. e A.I. de Steven Spielberg.